# 布蘭科 (新墨西哥州)
布蘭科（英語：Blanco）是位於美國新墨西哥州聖胡安縣的普查規定居民點。

## 人口
根據2020年美國人口普查的數據，布蘭科的面積為16.80平方千米，當中陸地面積為15.92平方千米，而水域面積為0.88平方千米。當地共有人口491人，而人口密度為每平方千米29.23人。